# Smil mand!
|  | Denne artikel er oprettet af botten PalnaBot ud fra en ekstern database. Den kan derfor have sproglige fejl eller mangler. Denne skabelon kan fjernes efter kontrol af indholdet. |

Smil mand! er en børnefilm fra 1972 instrueret af Aase Schmidt efter manuskript af Charlotte Strandgaard.

## Handling
Om kostskoledrenge i den tidlige pubertet. Hovedpersonen Ole er kommet på kostskole, efter at hans mor er blevet alene. Han finder snart ud af, at de andre drenge også har deres problemer.